# Етова (округ, Алабама)
Шаблон:StateAbbr_ 34°03′00″ пн. ш. 86°02′00″ зх. д. / 34.05° пн. ш. 86.033333333333° зх. д.
Етова (англ. Etowah County) — округ (графство) у штаті Алабама США. Ідентифікатор округу 01055.

## Історія
Округ утворений 1866 року.

## Демографія
За даними перепису
2000 року
загальне населення округу становило 103459 осіб, зокрема міського населення було 62283, а сільського — 41176.
Серед мешканців округу чоловіків було 49506, а жінок — 53953. В окрузі було 41615 господарств, 29467 родин, які мешкали в 45959 будинках.
Середній розмір родини становив 2,93.
Віковий розподіл населення поданий у таблиці:
| Стать    | До 15 років | 15-21 | 22-29 | 30-39 | 40-49 | 50-65 | 65-85 | Понад 85 |
| -------- | ----------- | ----- | ----- | ----- | ----- | ----- | ----- | -------- |
| Чоловіки | 10417       | 4967  | 5089  | 6824  | 7328  | 8408  | 5994  | 479      |
| Жінки    | 9829        | 4773  | 5281  | 7046  | 7774  | 9163  | 8794  | 1293     |

## Суміжні округи
- Декальб — північ
- Черокі — схід
- Калгун — південний схід
- Сент-Клер — південний захід
- Блаунт — захід
- Маршалл — північний захід

## Виноски
1. ↑  U.S. Decennial Census. United States Census Bureau. Архів оригіналу за 26 квітня 2015. Процитовано 22 серпня 2015.
2. ↑  Historical Census Browser. University of Virginia Library. Архів оригіналу за 11 серпня 2012. Процитовано 22 серпня 2015.
3. ↑  Forstall, Richard L., ред. (24 березня 1995). Population of Counties by Decennial Census: 1900 to 1990. United States Census Bureau. Архів оригіналу за 24 вересня 2015. Процитовано 22 серпня 2015.
4. ↑  Census 2000 PHC-T-4. Ranking Tables for Counties: 1990 and 2000 (PDF). United States Census Bureau. 2 квітня 2001. Архів оригіналу (PDF) за 18 грудня 2014. Процитовано 22 серпня 2015.
5. ↑  State & County QuickFacts. United States Census Bureau. Архів оригіналу за 17 травня 2014. Процитовано 16 травня 2014.(англ.) Наведено за англійською вікіпедією.
6. ↑  American FactFinder. Бюро перепису населення США. Архів оригіналу за 21 травня 2008. Процитовано 31 січня 2008.

| США | Це незавершена стаття з географії США. Ви можете допомогти проєкту, виправивши або дописавши її. |